# Ada Rapošová
Ada Rapošová, rozená Brozmanová (18. ledna 1913 Brezno, Rakousko-Uhersko – 1999 Bratislava, Slovensko[zdroj?]) byla slovenská režisérka.

## Životopis
Rapošová absolvovala rodinnou školu a také hudební školu v Banské Bystrici. Roku 1932 se v Praze účastnila kurzu pro vychovatelky a administrativní pracovnice v sociálních ústavech. Působila ve více městech Slovenska, od roku 1945 pravidelně spolupracovala s rozhlasem, nejprve v Olomouci a poté v Bratislavě jako herečka a režisérka vysílání pro ženy. Roku 1952-1959 pracovala jako interní slovesná režisérka československého rozhlasu, v letech 1959-1960 pak jako režisérka hlavní redakce programů pro děti a mládež československé televize v Bratislavě. Zapojila se do ochotnického divadla v Brezně a této činnosti pokračovala i v Ľubietové, kde ztvárnila řadu významných postav. S rozhlasem začala externě spolupracovat roce 1942, později jako interní rozhlasová režisérka se soustředila především na původní slovenskou a českou tvorbu, dále slovenskou a českou klasiku - inklinovala zejména ke komedii, ale neopovrhla ani světovou klasikou. Režírovala pohádky mnohdy ve vlastní úpravě a hry pro mládež; za nahrávku mimořádných kvalit se považuje její režie Olivera Twista (1958).[zdroj?] V čs. televizi režírovala hry pro mládež (Smrt Jánošíkova, Olejkár, Cenkové děti aj.).